# Giampaolo Rugarli
Giampaolo Rugarli (Nápoles, 5 de diciembre de 1932 − Olevano Romano, 2 de diciembre de 2014) fue un escritor italiano.

## Biografía
Se mudó junto a su familia al estallar la Segunda Guerra Mundial a Milán. Después de graduarse en derecho, trabajó en un banco en el norte de Italia en 1955, trasladándose a Roma en 1967, y más tarde pasó a ser director del Instituto Romano de 1972. De vuelta a Milán (después de un corto período de tiempo en Brescia y una estancia algo más larga en Londres), es colocado a cargo de la Agencia Tributaria Municipal. La experiencia termina cuando reconoce una irregularidad grave que señala a la autoridad competente. Después de una sanción fue nombrado jefe del Departamento de Investigación. En esta función dirige la Revista Milanesa de Economía, que incluye contribuciones de Claudio Magris, Pietro Citati, Claudio Cesa, Mario Monti y otros destacados intelectuales y economistas. A finales de 1985, a los 31 años de servicio, dejó sus funciones en el banco.
Desde entonces se dedicó exclusivamente a trabajar como escritor (que había llevado a cabo en privado en las décadas anteriores), publicando más de 20 obras traducidas a varios idiomas. También fue colaborador del Corriere della Sera.
Ganó el Premio literario Piero Chiara en 1992 por su obra Il punto di vista del mostro y el Premio Mondello en 2006 por I giardini incantati.

## Obra
- Il superlativo assoluto, Garzanti 1987
- La troga, Adelphi 1988
- Il punto di vista del mostro, Arnoldo Mondadori Editore 1989
- Diario di un uomo a disagio, Arnoldo Mondadori Editore 1990
- Il nido di ghiaccio, Arnoldo Mondadori Editore 1989
- L'orrore che mi hai dato, Marsilio 1990
- Andromeda e la notte, Rizzoli 1990
- Una montagna australiana, Arnoldo Mondadori Editore 1992
- Per i Pesci non è un problema, Anabasi 1992
- Avventura di una bambola di pezza, Giunti Editore 1994
- L'infinito, forse, Piemme 1995
- Il manuale del romanziere, Marsilio 1998
- Una gardenia nei capelli, Marsilio 1998
- Il punto di vista del mostro, Marsilio 2000
- Ultime notizie dall'Acheronte. Immortalità dell'anima e tubo catodico, Marsilio 2000
- La viaggiatrice del tram numero 4, Marsilio 2001
- Olevano, la patria romántica. Una testimonianza, Marsilio 2003
- La luna di Malcontenta, Marsilio 2004
- I giardini incantati, Marsilio 2005
- Il buio di notte, Marsilio 2008
- Le galassie lontane, Marsilio 2010
- Un bacio e l'oblio, Marsilio 2011